# تلویزیون آریا
تلویزیون آریا، شبکه‌ای تلویزیونی در کابل، افغانستان مخصوص برای اطفال و نوجوانان است. این تلویزیون در تاریخ ۴ آوریل ۲۰۱۱ (میلادی) توسط عبدالغفار داوی تأسیس شده‌است و نشرات ۲۴ ساعته دارد. هدف تلویزیون آریا، آموزش دادن کودکان و نوجوانان و فراهم کردن زمینه برای ترقی آن‌ها است. ٰتیم خلاق این کانال کوشش برای ایجاد پیام‌ها و برنامه‌های مؤثر برای کودکان و نوجوانان است.